# Agriculture au Mozambique
L'agriculture au Mozambique présente une variété de modèles de cultures régionales. Les zones agro-climatiques vont des zones arides et semi-arides (principalement au sud et au sud-ouest), aux zones subhumides (principalement au centre et au nord) et aux hauts plateaux humides (principalement les provinces centrales). Les zones les plus fertiles se trouvent dans les provinces du nord et du centre, qui présentent un fort potentiel agroécologique et produisent généralement des excédents agricoles. Les provinces du sud ont des sols plus pauvres et des précipitations rares, et sont sujettes à des sécheresses et des inondations récurrentes.

## Production
- 8,5 millions de tonnes de manioc (9ème producteur mondial) ;
- 3 millions de tonnes de canne à sucre ;
- 1,6 million de tonnes de maïs ;
- 625 mille tonnes de patate douce ;
- 578 mille tonnes de bananes ;
- 343 mille tonnes de tomates ;
- 273 mille tonnes de pommes de terre ;
- 227 mille tonnes de noix de coco ;
- 138 mille tonnes d'oignons ;
- 134 mille tonnes de riz ;
- 108 mille tonnes de noix de cajou (11ème producteur mondial) ;
- 107 mille tonnes d'arachide ;
- 93 mille tonnes de tabac ;
- 90 mille tonnes de sorgho ;
- 89 mille tonnes de niébé ;
- 85 mille tonnes de ricin ;
- 66 mille tonnes d'ananas ;
- 65 mille tonnes de graines de sésame ;
- 50 mille tonnes de haricots ;
- 48 mille tonnes de coton ;

En plus de petites productions d'autres produits agricoles.

## Industrie agricole

Le Mozambique possède la cinquième plus forte proportion de femmes travaillant dans l'agriculture, la foresterie et la pêche au monde.

La grande majorité de la production agricole étant pluviale, la variabilité climatique est un facteur majeur dans la détermination des performances des cultures. La principale saison agricole commence avec les premières pluies en septembre dans le sud et en décembre dans le nord. Il existe également une petite saison de croissance, basée sur l'humidité résiduelle du sol, de mars à juillet, qui représente environ 10 pour cent de la production totale.
L'agriculture repose pour l'essentiel sur de petites unités cultivées à la main, souvent exploitées par des ménages dirigés par des femmes. Environ 97 pour cent de la production provient de quelque 3,2 millions d'exploitations de subsistance d'une superficie moyenne de 1,2 hectares. Le secteur des petits exploitants au Mozambique se caractérise par de multiples petites parcelles, des cultures multiples, de l'eau de pluie, des variétés traditionnelles, une faible utilisation d'engrais et de pesticides, peu ou pas de mécanisation et une faible productivité. La plupart des ménages se diversifient pour faire face à une productivité et à des revenus faibles. La majorité pratique l'agriculture itinérante extensive, seulement un tiers environ vend sa production agricole et près des deux tiers vivent dans des ménages qui manquent de sécurité alimentaire.
La superficie du Mozambique ou superficie totale est de 784,955 km², soit : 78,5 millions d'hectares. Il existe environ 36 millions d'hectares de terres arables propices à l'agriculture. Cependant, on estime que seulement dix pour cent des terres arables, soit 3,9 millions d’hectares, sont cultivées. Le reste de la superficie totale est constitué de pâturages (44 millions d'ha) et de forêts /zones boisées (30,7 millions d'ha).
Environ 118 000 hectares sont équipés pour l'irrigation, couvrant 3% du potentiel foncier,.
Cultures
La production de cultures vivrières est le sous-secteur agricole le plus important, représentant environ 80 pour cent de la superficie cultivée (2009). Le maïs et le manioc sont les principaux produits de base ; les autres cultures vivrières comprennent le sorgho, le mil, le riz, les haricots, l'arachide, les patates douces et une grande variété de légumes. Le maïs est cultivé dans toutes les régions du pays par environ 79 pour cent des ménages ruraux et occupe environ 35 pour cent de la superficie totale plantée. Le manioc est cultivé principalement dans le nord et le sud-est, où il constitue la principale denrée de base. Cette culture est un élément important de la stratégie de réduction des risques des petits exploitants car elle est tolérante à la sécheresse et aux maladies. L'arachide est cultivée sur des sols sableux dans la plupart des localités et apporte une contribution importante à l'alimentation et aux revenus des ménages. Les principales cultures de rente sont le tabac, le coton, le sésame, le sucre et le thé. Les cultures arboricoles, en particulier la noix de coco et la noix de cajou, cultivées par les petits agriculteurs, constituent une source importante de recettes en devises et contribuent à la sécurité alimentaire des ménages. Les prunes sauvages sont également cultivées au Mozambique.
Technologie et technique
L'utilisation des technologies modernes et des installations d'irrigation est limitée à un petit nombre d'exploitations commerciales cultivant des cultures de rente et des légumes et aux petits producteurs de tabac et de coton sous contrat. Les rendements moyens des cultures représentent environ la moitié des estimations standard régionales, ce qui indique d’énormes possibilités d’amélioration.
L'élevage est un secteur sous-développé. Les bovins, les chèvres, les moutons et les porcs sont élevés dans des systèmes extensifs à base d'herbe ( ruminants ) ou de charognards de basse-cour. Il existe également une petite industrie avicole moderne et en pleine croissance. En 2009, l'élevage représentait 1,2 million de têtes de bovins, 4,5 millions d'ovins et de caprins, 1,3 million de porcs et 18 millions de volailles. La production de viande bovine était estimée à 22 000 tonnes ; viande de porc, 91 000 tonnes ; viande de volaille, 22 000 tonnes ; lait de vache, 75 000 tonnes ; et œufs de poule, 14 millions,. La forte prévalence des maladies constitue la principale contrainte entravant l’augmentation du cheptel. Par exemple, la maladie de Newcastle constitue un problème majeur et omniprésent pour la volaille ; dans les provinces du nord, la mouche tsé- tsé affecte le bétail et la peste porcine africaine affecte les porcs. La région sud est le cœur des activités d’élevage car les animaux y sont moins sujets aux maladies.

## Au-delà de l'agriculture
Dans le sous-secteur de la pêche, on estime que quelque 1 500 espèces vivent dans les eaux marines du Mozambique, dont 400 ont une importance commerciale. En 2008, les captures de la production halieutique et aquacole ont totalisé 120 000 tonnes. Le potentiel de capture est estimé à 500 000 tonnes de poissons. Les chalutiers sud-africains sont autorisés à pêcher dans les eaux mozambicaines en échange de la fourniture d'une partie de leurs captures au Mozambique. La Communauté européenne, l'Italie et le Japon ont chacun conclu des accords destinés à contribuer au développement de l'industrie de la pêche.

## Climat et géographie
Une forêt épaisse couvre les régions humides, où se trouvent des sols fertiles, mais l'intérieur, plus sec, qui présente des sols sableux ou rocheux, ne supporte qu'une fine végétation de savane. De vastes peuplements de feuillus, comme l'ébène, fleurissent dans tout le pays. La production de bois provient des forêts naturelles et est presque entièrement consommée par les populations rurales locales comme combustible et pour la construction. Les forêts représentent environ 30,7 millions d'hectares. En 2009, la coupe de bois était d'environ 36 millions de m3,,.